# Cape Government Railways

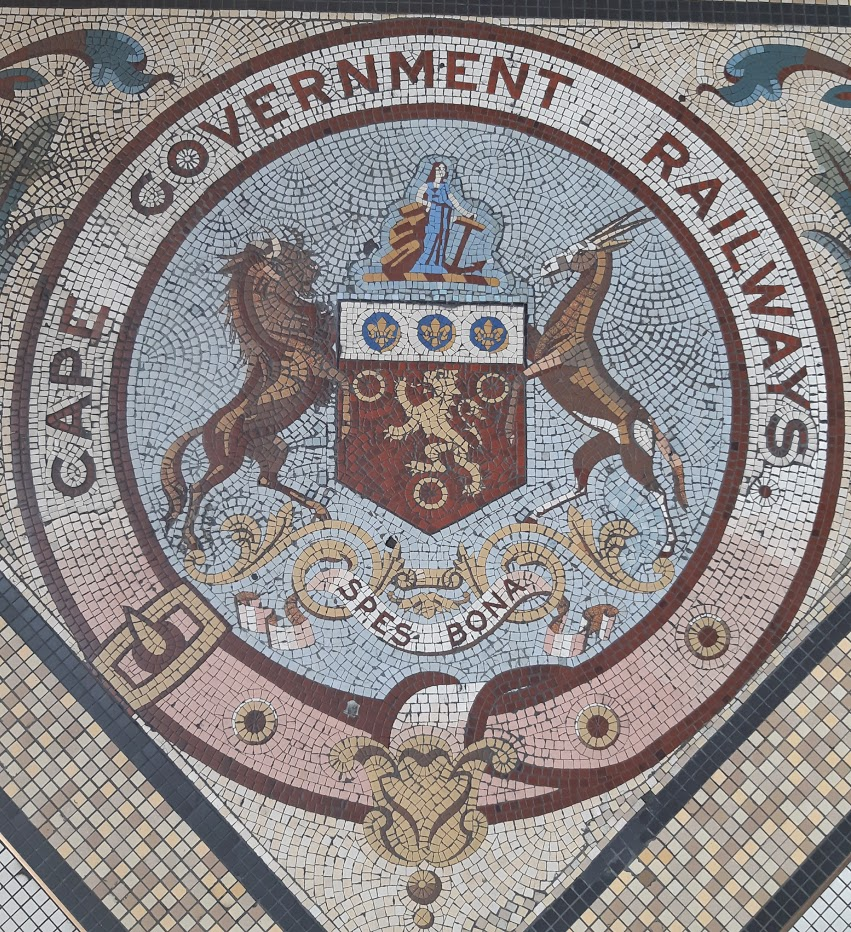
Cape Government Railways emblem på Kapstadens station.

Cape Government Railways var det statliga järnvägsbolaget i Kapkolonin från 1874 till 1910. Det bildades genom uppköp och sammanslagning av fyra privata järnvägar i närheten av Kapstaden.
Regeringens avsikt var att bygga järnvägar mellan gruvorna i inlandet och hamnstäderna längs kusten. En viktig linje var den mellan staden Kimberley, där man hade hittat diamanter år 1871, och Kapstaden, som blev klar 1885. En linje byggdes från Port Elizabeth till Grahamstown och Graaff-Reinet och en linje från East London nådde Queenstown år 1880. Samtliga linjer byggdes med en spårvidd på 1 067 mm (smalspår), även kallat kapspår.

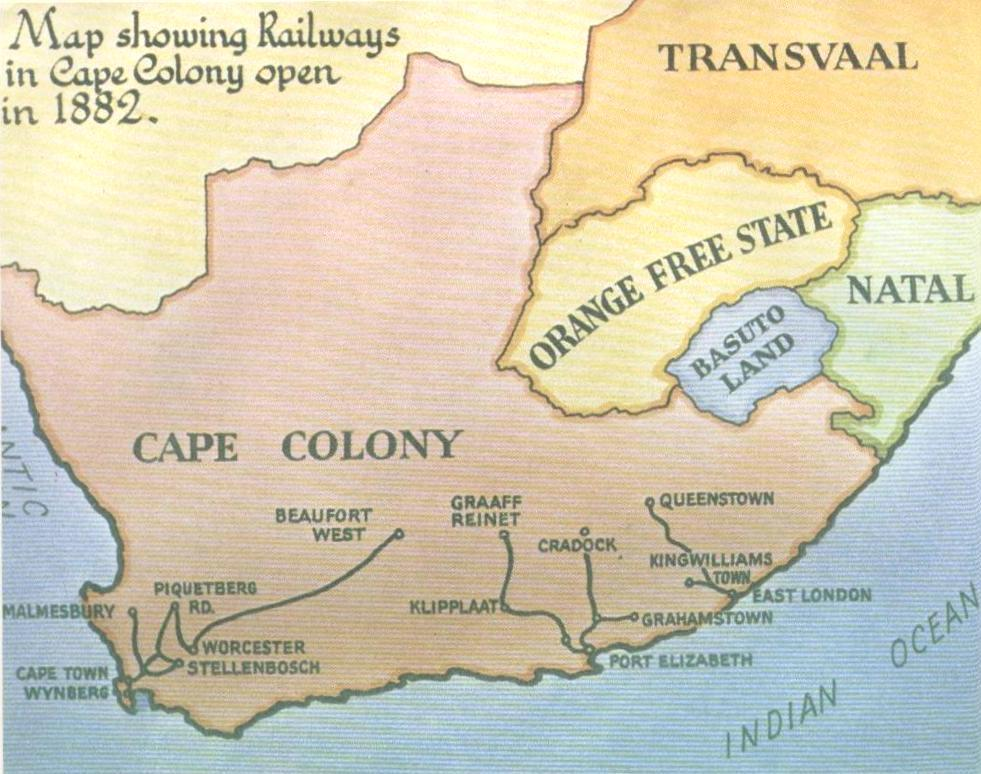
Järnvägsnätet i Kapprovinsen 1882.

På femton år utvidgades järnvägsnätet från 93 kilometer år 1872 till mer än 2 000 kilometer 1887.
I samband med guldrushen i Witwatersrand 1886 förlängdes järnvägen genom Oranjefristaten till Transvaal. Linjen övertogs av Orange Free State Government Railways år 1897.
När Sydafrikanska unionen bildades 1910 samlades alla delstaternas järnvägar i det statliga South African Railways.